# Bundesliga Femenina (Austria)
The ÖFB-Frauenliga (en Español: "ÖFB Liga de mujeres") es la máxima categoría del fútbol femenino en Austria. El primer campeonato se celebró en 1936 con nueve clubes de la región de Viena y a sus partidos en casa asistían una media de 3.000 espectadores. Esta evolución iba en contra de la dirección política de Austria de la época, que se oponía fundamentalmente a la participación femenina en el deporte. El fin prematuro del fútbol femenino austriaco se produjo en 1938 con su anexión al Reich alemán.
Desde el 2002, el equipo campeón clasifica a la Liga de Campeones Femenina de la UEFA.
En los años 2000 el SV Neulengbach dominó el campeonato, ganando el título en doce veces consecutivas, entre el 2003 y el 2014. 

## Formato
Desde la temporada 2010-11 la liga consiste de 10 equipos que juegan en el sistema de todos contra todos, de local y visita.

## Equipos

### Equipos temporada 2022-23
| Equipo                        | Ciudad                      | Fundación |
| ----------------------------- | --------------------------- | --------- |
| SPG SCR Altach/FFC Vorderland | Linz                        | 1980      |
| SKV Altenmarkt                | Altenmarkt an der Triesting | 1979      |
| FK Austria Viena              | Viena                       | 1968      |
| FC Bergheim                   | Bergheim                    | 1965      |
| First Vienna FC               | Viena                       | 1990      |
| Union Kleinmünchen Linz       | Linz                        | 1980      |
| SV Neulengbach                | Neulengbach                 | 1996      |
| SKN St. Pölten                | Sankt Pölten                | 2006      |
| SK Sturm Graz                 | Graz                        | 2011      |
| FC Wacker Innsbruck           | Innsbruck                   | 2002      |

## Palmarés
Lista de campeones de la liga.
| Season                      | Champion                   | Runner-up                    |
| Como Wiener Fußballverband  | Como Wiener Fußballverband | Como Wiener Fußballverband   |
| --------------------------- | -------------------------- | ---------------------------- |
| 1972–73                     | Favoritner AC              | USC Landhaus Wien            |
| 1973–74                     | USC Landhaus Wien          | ESV Ostbahn XI Wien          |
| 1974–75                     | KSV Ankerbrot Wien         | USC Landhaus Wien            |
| 1975–76                     | USC Landhaus Wien          | ESV Ostbahn XI Wien          |
| 1976–77                     | SV Elektra Wien            | USC Landhaus Wien            |
| 1977–78                     | USC Landhaus Wien          | SV Elektra Wien              |
| 1978–79                     | SV Elektra Wien            | ESV Ostbahn IX Wien          |
| 1979–80                     | SV Elektra Wien            | ESV Ostbahn XI Wien          |
| 1980–81                     | USC Landhaus Wien          | ESV Ostbahn XI Wien          |
| 1981–82                     | USC Landhaus Wien          | ESV Ostbahn XI Wien          |
| Como ÖFB: Frauen-Bundesliga |                            |                              |
| 1982–83                     | USC Landhaus Wien          | ESV Ostbahn XI Wien          |
| 1983–84                     | SV Aspern                  | USC Landhaus Wien            |
| 1984–85                     | ESV Ostbahn XI Wien        | USC Landhaus Wien            |
| 1985–86                     | 1. DFC Leoben              | DFC LUV Graz                 |
| 1986–87                     | 1. DFC Leoben              | Union Kleinmünchen           |
| 1987–88                     | USC Landhaus Wien          | Union Kleinmünchen           |
| 1988–89                     | USC Landhaus Wien          | Union Kleinmünchen           |
| 1989–90                     | Union Kleinmünchen         | DFC Brunn am Gebirge         |
| 1990–91                     | Union Kleinmünchen         | ESV Ostbahn XI Wien          |
| 1991–92                     | Union Kleinmünchen         | USC Landhaus Wien            |
| 1992–93                     | Union Kleinmünchen         | USC Landhaus Wien            |
| 1993–94                     | Union Kleinmünchen         | USC Landhaus Wien            |
| 1994–95                     | USC Landhaus Wien          | Union Kleinmünchen           |
| 1995–96                     | Union Kleinmünchen         | USC Landhaus Wien            |
| 1996–97                     | USC Landhaus Wien          | Union Kleinmünchen           |
| 1997–98                     | Union Kleinmünchen         | USC Landhaus Wien            |
| 1998–99                     | Union Kleinmünchen         | SV Neulengbach               |
| 1999–00                     | USC Landhaus Wien          | Union Kleinmünchen           |
| 2000–01                     | USC Landhaus Wien          | SV Neulengbach               |
| 2001–02                     | Innsbrucker AC             | SV Neulengbach               |
| 2002–03                     | SV Neulengbach             | Innsbrucker AC               |
| 2003–04                     | SV Neulengbach             | USC Landhaus Wien            |
| 2004–05                     | SV Neulengbach             | Union Kleinmünchen           |
| 2005–06                     | SV Neulengbach             | USC Landhaus Wien            |
| 2006–07                     | SV Neulengbach             | DFC LUV Graz                 |
| 2007–08                     | SV Neulengbach             | FC Wacker Innsbruck          |
| 2008–09                     | SV Neulengbach             | FC Wacker Innsbruck          |
| 2009–10                     | SV Neulengbach             | FC Wacker Innsbruck          |
| 2010–11                     | SV Neulengbach             | FC Südburgenland             |
| 2011–12                     | SV Neulengbach             | Spratzern                    |
| 2012–13                     | SV Neulengbach             | Spratzern                    |
| 2013–14                     | SV Neulengbach             | FSK St. Pölten-Spratzern     |
| 2014–15                     | FSK St. Pölten-Spratzern   | SV Neulengbach               |
| 2015–16                     | FSK St. Pölten-Spratzern   | SK Sturm Graz                |
| 2016–17                     | SKN St. Pölten             | SK Sturm Graz                |
| 2017-18                     | SKN St. Pölten             | USC Landhaus Wien            |
| 2018-19                     | SKN St. Pölten             | SK Sturm Graz                |
| 2019-20                     | Cancelado                  | Cancelado                    |
| 2020-21                     | SKN St. Pölten             | SG Austria Wien/USC Landhaus |
| 2021-22                     | SKN St. Pölten             | SK Sturm Graz                |
| 2022-23                     | SKN St. Pölten             | SK Sturm Graz                |
| 2023-24                     | SKN St. Pölten             | First Vienna FC              |
| 2024-25                     | SKN St. Pölten             | FK Austria Viena             |
| 2025-26                     |                            |                              |

## Máximas goleadoras
Máximas goleadoras desde 1998.
| Temporada | Jugadora           | Club                     | Goles |
| --------- | ------------------ | ------------------------ | ----- |
| 1997–98   | Gertrud Stallinger | Union Kleinmünchen       | 20    |
| 1998–99   | Gertrud Stallinger | Union Kleinmünchen       | 14    |
| 1999–2000 | Nina Aigner        | USC Landhaus Wien        | 27    |
| 2000–01   | Maria Gstöttner    | SV Neulengbach           | 33    |
| 2001–02   | Maria Gstöttner    | SV Neulengbach           | 34    |
| 2002–03   | Maria Gstöttner    | SV Neulengbach           | 28    |
| 2003–04   | Maria Gstöttner    | SV Neulengbach           | 26    |
| 2004–05   | Maria Gstöttner    | SV Neulengbach           | 22    |
| 2005–06   | Rosana             | SV Neulengbach           | 26    |
| 2006–07   | Nina Burger        | SV Neulengbach           | 38    |
| 2007–08   | Nina Burger        | SV Neulengbach           | 33    |
| 2008–09   | Nina Burger        | SV Neulengbach           | 23    |
| 2009–10   | Nina Burger        | SV Neulengbach           | 22    |
| 2010–11   | Nina Burger        | SV Neulengbach           | 29    |
| 2011–12   | Nina Burger        | SV Neulengbach           | 28    |
| 2012–13   | Maria Gstöttner    | SV Neulengbach           | 36    |
| 2013–14   | Nicole Billa       | FSK St. Pölten-Spratzern | 24    |
| 2014–15   | Nicole Billa       | FSK St. Pölten-Spratzern | 27    |
| 2015–16   | Fanny Vágó         | FSK St. Pölten-Spratzern | 19    |
| 2016-17   | Fanny Vágó         | FSK St. Pölten-Spratzern | 21    |
| 2017-18   | Fanny Vágó         | FSK St. Pölten-Spratzern | 18    |
| 2018-19   | Fanny Vágó         | FSK St. Pölten-Spratzern | 24    |
| 2020-21   | Lisa Kolb          | SV Neulengbach           | 20    |
| 2021-22   | Annabel Schasching | SK Sturm Graz            | 15    |